# Kongō-Yasha Myō-ō

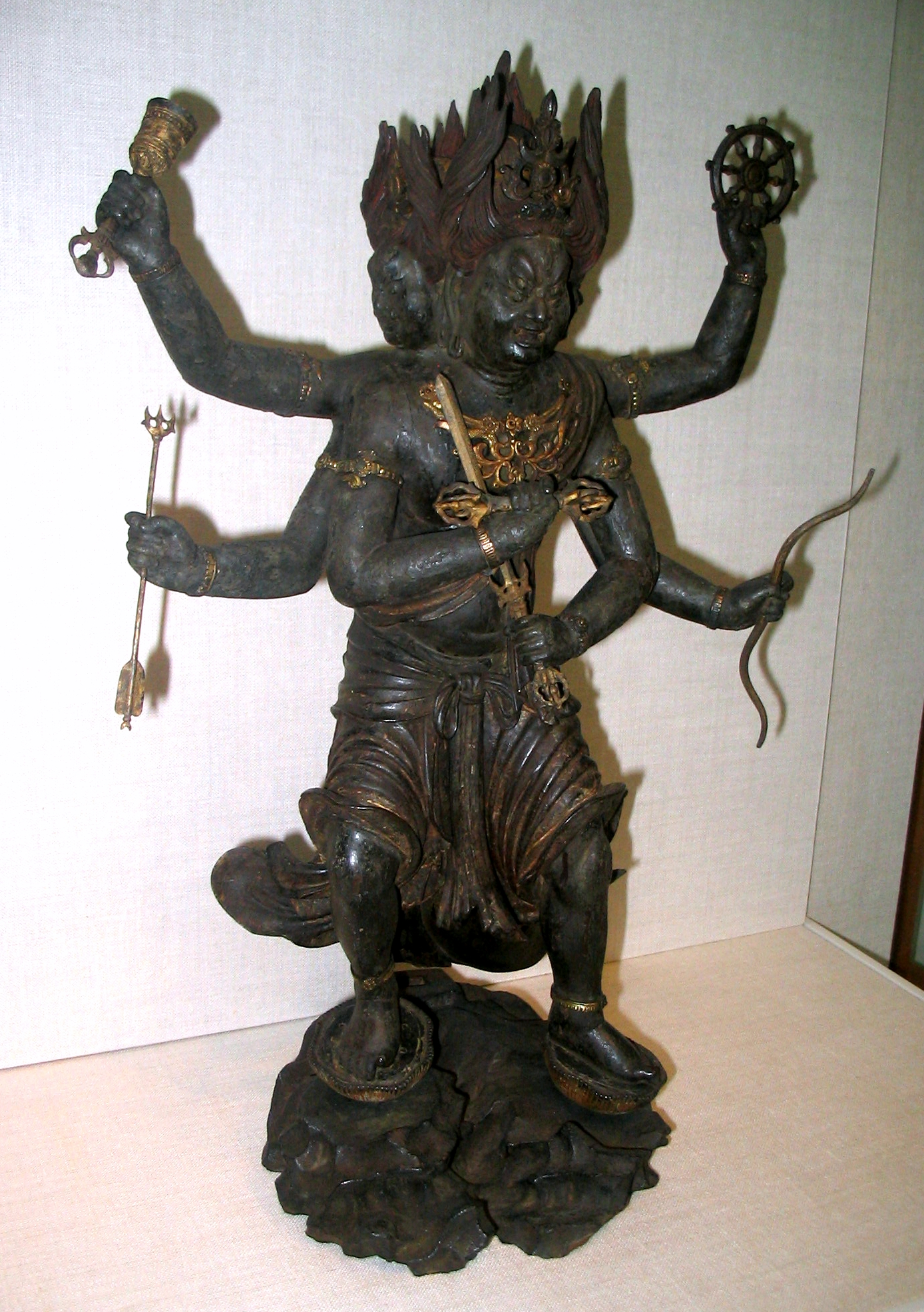
Kongō-Yasha
Estatua de madera.S XIII.Japón.

En el culto shingon del budismo japonés, el dios protector Kongō-Yasha Myō-ō (金剛夜叉明王) tiene tres caras amenazadoras y seis brazos (o una cara y cuatro brazos), y representa la fuerza. Se le sitúa en el norte.
El mantra de Kongō-Yasha Myō-ō es:
「おん　ばさらやきしゃ　うん」
(on basarayakisha un)